# O Estranho Mundo de Jack
O Estranho Mundo de Jack (em inglês:  The Nightmare Before Christmas) é um filme de stop motion norte-americano de 1993, do gênero fantasia musical, dirigido por Henry Selick, produzido e coescrito por Tim Burton.
Conta a história de Jack Skellington da "Cidade do Halloween" que abre um portal para a "Cidade do Natal". Danny Elfman escreveu as músicas da banda sonora, desde da voz de Jack, bem como de outros personagens. O elenco de voz principal inclui Chris Sarandon, Catherine O'Hara, William Hickey, Ken Page e Glenn Shadix.
A génese do filme começa a partir de um poema criado por Tim Burton quando era um animador da Disney no início dos anos de 1980. Com o sucesso de Vincent em 1982, a Disney começou a considerar O Estranho Mundo de Jack como um tema em curto ou como um especial de televisão em 30 minutos. Ao longo dos anos, as ideias de Burton regressaram novamente ao projecto, e em 1990, Burton e a Disney fizeram um acordo de desenvolvimento. A produção começou em Julho de 1991 em São Francisco. A Walt Disney Pictures decidiu lançar o filme sob nome da Touchstone Pictures devido ao pensamento que o resultado final seria "muito obscuro e assustador para as crianças". Ao longo dos anos, tem sido visto como um sucesso crítico e financeiro, resultando num investimento pela Disney em sua publicação no formato Disney Digital 3-D desde 2006.

## Sinopse
A "Cidade do Halloween" é um mundo de sonho repleto de cidadãos, tais como monstros deformados, fantasmas, duendes, vampiros, lobisomens e bruxas. Jack Skellington ("O Rei das Abóboras") é o centro das atenções da celebração anual do Dia das Bruxas, no entanto sente-se farto de repetir todos os anos a mesma rotina. Vagueando pela floresta durante toda a noite, de madrugada encontra um círculo de árvores em que cada uma está uma figura diferente. Jack fica impressionado com a árvore de natal desenhada num dos elementos do círculo, e acidentalmente acaba por entrar na "Cidade do Natal". Impressionado com o sentimento e o estilo do Natal, Jack apresenta os seus resultados e sua compreensão da quadra festiva para os habitantes da "Cidade do Halloween". Sem que tenham uma percepção verdadeira do espírito natalício, os elementos da cidade compraram todos os objectos a cenas aterradoras e obscuras, como estão habituados. Percebendo que os cidadãos não compreendem o verdadeiro significado do natal, Jack decide cooperar e afirma "O Natal é nosso!".
Cada residente recebe uma tarefa, enquanto Sally, uma boneca de trapos criada na cidade por um cientista louco que obsessivamente a impede de se relacionar com os outros habitantes da cidade, começa a sentir uma atracção romântica por Jack. No entanto, só ela teme que seus planos vão terminar de forma desastrosa. A obsessão do Rei das Abóboras com o Natal leva-o a raptar o Pai Natal, missão essa que fica encarregue a três crianças travessas que acabam por levar a figura de natal até ao Oogie Boogie, um bicho-papão que tenciona fazer da vida de Santa Claus um jogo de azar, passatempo habitual do monstro.
A Véspera de Natal chega, e Sally tenta impedir Jack, mas ele embarca para o céu em um caixão como trenó puxado por renas esqueléticas, guiadas pelo nariz brilhante de seu cão fantasma Zero. Ele começa a entregar presentes a crianças ao redor do mundo, mas os presentes (cabeças encolhidas, cobras enroladas em árvores de Natal, entre outras figuras horrendas) apenas aterrorizam os destinatários. Acreditando que Jack é um impostor tentando imitar o Pai Natal, os militares entram em alerta e acabam por atingir o esqueleto. O trenó é abatido e ele é dado como morto pelos cidadãos da "Cidade do Halloween". Desiludido e desapontado pelo fracasso do seu plano, Jack acaba por consciencializar o seu erro, afirmando que tem novas ideias para o Dia das Bruxas do ano seguinte e que tem de salvar o natal.
Enquanto isso, Sally tenta resgatar o Santa Claus, mas é capturada por Oogie. Jack infiltra-se no covil e liberta-os, confrontado o bicho-papão, vencendo-o no final. Santa acaba por repreender o esqueleto, embora no fim espalhe neve na "Cidade do Halloween" como sinal de agradecimento e sem ressentimentos pelos habitantes. Na cena final, Jack revela que se sente atraído por Sally também, e beijam-se sob a lua cheia no cemitério.

## Elenco e personagens

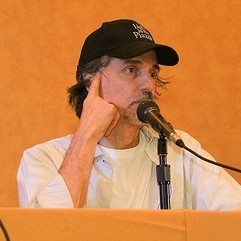
Chris Sarandon, protagonizou a voz para Jack Skellington.

- Chris Sarandon como Jack Esqueleto: Um esqueleto conhecido como "Rei das Abóboras" da "Cidade do Halloween". Tem um cão fantasma chamado Zero, que tem um pequeno e iluminado nariz.[9]
  - Danny Elfman providencia a voz de Jack enquanto canta.[9]
- Catherine O'Hara como Sally: Uma boneca de trapos de pano feita de várias peças costuradas, com folhas mortas usadas como enchimento criada por Dr. Finklestein e que tem uma paixão secreta por Jack. Sally é uma toxicologista amadora que usa vários tipos de veneno para se libertar do cativeiro de Finklestein. Ela também é vidente, sendo capaz de prever quando algo de ruim acontecerá. Burton trabalhou anteriormente com O'Hara em Beetlejuice (1988).[9]
- William Hickey como Doctor Finklestein: Um cientista maluco e o criador de Sally".[9]
- Glenn Shadix como Prefeito da "Cidade do Halloween" : Um líder entusiasta que conduz as reuniões de assembléia da cidade. Possui duas faces, "contente" e "triste" que se alteram dependendo do seu humor, sendo está uma referência ao fato de alguns políticos serem cduas caras". O ator trabalhou anteriormente com Burton  em Beetlejuice.[9]
- Ken Page como Oogie Boogie: Um bicho-papão vilão desrespeitado na cidade que tem como passatempo os jogos de azar e possui uma rivalidade com Jack.[9]
- Ed Ivory como Papai Noel: Líder da "Cidade do Natal" e responsável pela celebração anual do natal, entregando presentes às crianças do mundo inteiro. Conhecido na "Cidade do Halloween", como Papai Cruel. Ivory também faz a breve narração no início do filme.[9]
- Frank Welker como Zero, cão de Jack.[9]

Paul Reubens, O'Hara, e Elfman também providenciam as vozes de Tranca, Choque, e Rapa, capangas de Oogie Boogie.[carece de fontes?] Reubens também trabalhou anteriormente com Burton no filme Pee-wee's Big Adventure em 1985 e em Batman Returns de 1992.[carece de fontes?] Elfman também protagoniza a voz de "Clown with the Tear-Away Face".[carece de fontes?] O elenco também inclui o comediante Greg Proops de Whose Line Is It Anyway? que caracteriza a voz de várias personagens.[carece de fontes?]

## Produção

### Desenvolvimento
Tim Burton escreveu um poema de três páginas intitulado The Nightmare Before Christmas quando ele era um animador da Walt Disney Animation Studios, no início da década de 1980. A inspiração de Burton veio através dos especiais de televisão Rudolph the Red-Nosed Reindeer, How the Grinch Stole Christmas! e do poema A Visit from St. Nicholas.[carece de fontes?] Com o sucesso de Vincent em 1982, a Disney começou a considerar O Estranho Mundo de Jack como um curta-metragem qualquer ou como um especial de televisão com duração de 30 minutos. Rick Heinrichs e Burton criaram o concept art e o storyboard, com Heinrichs também trabalhando na modelação das personagens. "Naquela época, eu teria feito qualquer coisa para retirar o projecto", explicou Burton. "Havia muita conversa sobre ele ser um curta-metragem qualquer ou um especial de TV, como foi o caso de Vincent  mas não deu em nada. Também quis ter Vincent Price como narrador". Burton mostrou a Henry Selick, que também era um animador da Disney no início da década de 1980, o material que ele e Heinrichs haviam desenvolvido.
Ao longo dos anos, os pensamentos de Burton retornaram regularmente para o projecto. Em 1990, Burton descobriu que a Disney ainda detinha os direitos do filme e ambos estavam empenhados em produzir um longa-metragem com Selick como director. A Disney estava ansiosa para produzir as imagens, "mostrar as capacidades de realizações técnicas e histórias que estavam presentes no Who Framed Roger Rabbit." O Estranho Mundo de Jack foi o terceiro filme de Burton com uma temática sobre o Natal. Tim não poderia dirigir o filme devido ao seu compromisso com Batman Returns e ele também não queria estar envolvido no "processo lento e trabalhoso de um stop motion". Para adaptar o seu poema em um roteiro, Burton recrutou Michael McDowell, seu colaborador em Beetlejuice. Devido às diferenças criativas entre McDowell e Tim, Burton ficou convencido em produzir um filme como musical com letras e composições escritas por seu frequente colaborador, Danny Elfman. Elfman e Burton criaram uma história áspera e dois terços das músicas do filme, enquanto que Selick e sua equipa de animadores começaram a produção em Julho de 1991 em São Francisco com uma constituição de 200 trabalhadores. Joe Ranft ficou responsável pelo storyboard, enquanto Paul Berry foi contratado como supervisor de animação. No total foram 109.440 quadros tirados para o filme.
Elfman encarou a tarefa da composição das dez músicas para o filme como "uma das tarefas mais fáceis" que já teve. "Tinha muito em comum com o Jack Skellington" dizia ele. Caroline Thompson, foi contratada para escrever o roteiro. Com o roteiro de Thompson, Selick afirmou, "há poucas linhas de diálogo que visivelmente foram escritas por Caroline. Estava ocupada com outros filmes e teve constantemente que reescrever, reconfigurar e desenvolver a configuração visual do filme" O trabalho de Ray Harryhausen, Ladislas Starevich, Edward Gorey, Charles Addams, Jan Lenica, Francis Bacon e Wassily Kandinsky influenciou os cineastas. Selick descreveu o design de produção como semelhante a um livro pop-up. Além disso, Selick declarou que "quando se chega à 'Cidade do Halloween', ela algo completamente parecido com o expressionismo alemão. Quando Jack entra na 'Cidade do Natal' é algo escandalosamente Seuusniano. Finalmente, quando ele está entregando presentes no 'mundo real', tudo é puro, simples e perfeitamente alinhado".[carece de fontes?]
Sobre a direção do filme, Selick reflectiu: "É como se ele [Burton] tivesse posto um ovo e eu tivesse me sentado e chocado. Ele não se envolveu como nos seus outros trabalhos, mas há uma 'mãozinha' sua no trabalho. Era o meu trabalho, tornar o projecto 'um filme de Tim Burton', algo que não é tão diferente dos meus próprios filmes". Quando perguntado sobre o envolvimento de Burton, Selick afirmou: "Eu não quero tirar os créditos de Tim, mas ele não estava em São Francisco, quando nós fizemos isto. Veio umas cinco vezes em mais de dois anos e gastou não mais do que oito ou dez dias ao todo". A Walt Disney Animation Studios contribuiu com algum uso da animação tradicional. A participação de Tim Burton acabou por ser um pouco difícil devido aos projectos paralelos em que estava envolvido, que além de trabalhar em Batman Returns fazia parte do projeto de pré-produção de Ed Wood.

### Personagens
Os cineastas construíram 227 bonecos para representar as personagens do filme, com Jack Skellington a possuir "cerca de quatro centenas de cabeças", permitindo a expressão de todas as emoções possíveis. Os movimentos da boca de Sally "foram animados através do método de substituição. Durante o processo de animação, [...] só a 'máscara' da cara da boneca foi removida, a fim de preservar a ordem dos seus longos cabelos vermelhos. Tinha dez tipos de faces, cada uma formada com uma série de onze expressões (por exemplo, os olhos abertos e fechados, e várias poses faciais) e os movimentos da boca sincronizados".

### Marketing
Os responsáveis pela concessão realizaram uma extensa campanha de marketing das personagens em vários tipos de média. Além do Haunted Mansion Holiday na Disneyland com personagens do filme, em que Jack Skellington, Sally, e o prefeito foram transformados em figuras, Além disso, Sally foi ainda redesenhada em forma de figura de acção e de traje para o Dia das Bruxas. Jack também é a personagem principal na história "Tim Burton's The Nightmare Before Christmas: Jack's story."
Curiosamente, Jim Edwards, afirma na verdade que o "filme de animação de Tim Burton, The Nightmare Before Christmas é realmente um filme sobre o negócio de marketing da personagem principal, Jack Skellington, o director de marketing  para uma  empresa bem sucedida decide que esse seu sucesso é chato e que quer um plano de negócios diferentes.

## Banda sonora
O álbum da banda sonora do filme foi lançada em 1993 pela Walt Disney Records. Para o relaçamento de 2006 em Disney Digital 3-D, foi lançada outra edição especial, contendo um disco de bónus com cinco versões das canções por artistas como Fall Out Boy, Panic! at the Disco, Marilyn Manson, Korn, Fiona Apple e She Wants Revenge. Também foram incluidas seis faixas demo por Elfman. A 30 de Setembro de 2008, a Disney decidiu editar Nightmare Revisited, um disco de versões alternativas às originais.
A banda de rock gótico London After Midnight inclui no seu álbum de 1998, Oddities uma versão da canção "Sally's Song".

### Índice por cenas
1. Créditos de abertura/Foi há muito tempo...
2. Isso é Halloween
3. Lamento de Jack
4. O que é isso
5. A cidade encontrando a música
6. Experimentos
7. Obsessão de Jack
8. A música integrante
9. O aviso de Sally
10. Fazendo o Natal
11. Sequestrar Papai Cruel
12. Música de Oogie Boogie
13. Iluminando o caminho
14. Música da Sally
15. Montagem do reveillon
16. Expulso do céu
17. Pobre Jack
18. Ao resgate
19. Final/reprise (Jack voltou, o que é isso 2, música do Jack e Sally)
20. Créditos finais

## Elenco principal
| Personagem                                 | MEGASSOM (Cinema, VHS)                               | DOUBLESOUND (SBT, TV paga, DVD, Blu-ray 2D)        | DELART (Blu-ray 3D, Netflix)                      | ÁUDIO ORIGINAL                                   |
| ------------------------------------------ | ---------------------------------------------------- | -------------------------------------------------- | ------------------------------------------------- | ------------------------------------------------ |
| Jack Esqueleto                             | Nelson Machado                                       | Marcelo Coutinho                                   | Marcelo Coutinho                                  | Chris Sarandon (Diálogos) Danny Elfman (Canções) |
| Sally                                      | Marli Bortoletto (Diálogos) Elisa Villon (Canções)   | Sylvia Sallusti (Diálogos) Nanná Tribuzy (Canções) | Sylvia Sallusti                                   | Catherine O'Hara                                 |
| Dr. Finklestein                            | Eleu Salvador                                        | Waldir Fiori                                       | Waldir Fiori                                      | William Hickey                                   |
| Prefeito                                   | Luíz Antônio Lobuê                                   | Guilherme Briggs                                   | Guilherme Briggs                                  | Glenn Shadix                                     |
| Tranca                                     | Marcos Hailer (Diálogos) Carlos Falat (Canções)      | Cláudio Galvan                                     | Cláudio Galvan                                    | Paul Reubens                                     |
| Choque                                     | Angélica Santos (Diálogos)                           | Miriam Ficher (Diálogos) Juliana Franco (Canções)  | Miriam Ficher (Diálogos) Juliana Franco (Canções) | Catherine O'Hara                                 |
| Rapa                                       | Tatá Guarnieri (Diálogos) Sérgio Rufino (Canções)    | Manolo Rey (Diálogos) Maurício Luíz (Canções)      | Manolo Rey (Diálogos) Maurício Luíz (Canções)     | Danny Elfman                                     |
| Oogie Boogie / Bicho Papão / Monstro Verde | Antônio Moreno (Diálogos) Edson Montenegro (Canções) | Maurício Berger (Diálogos) Maurício Luíz (Canções) | Maurício Berger                                   | Ken Page                                         |
| Papai Noel / Papou Comeu / Papai Cruel     | Borges de Barros                                     | Orlando Drummond                                   | Orlando Drummond                                  | Edward Ivory                                     |
| Monstro do Lago                            | Rosa Maria Baroli                                    |                                                    |                                                   | Carmen Twillie                                   |
| Lobisomem                                  |                                                      |                                                    | Pietro Mário                                      | Glenn Walters                                    |
| Behemoth                                   |                                                      |                                                    | Clécio Solto                                      | Randy Crenshaw                                   |
| Arlequim                                   |                                                      |                                                    | Eduardo Dascar                                    | Greg Proops                                      |
| Palhaço                                    |                                                      |                                                    | Manolo Rey                                        | Danny Elfman                                     |
| Grande Bruxa                               | Zaíra Zordan                                         |                                                    | Ilka Pinheiro                                     | Susan McBride                                    |
| Pequena Bruxa                              |                                                      |                                                    | Márcia Morelli                                    | Debi Durst                                       |
| Sr. Hyde                                   | Dráusio de Oliveira                                  |                                                    | Fernando Mendonça                                 | Randy Crenshaw                                   |
| Saxofonista                                |                                                      |                                                    | Júlio Chaves                                      | Greg Proops                                      |
| Vampiros                                   |                                                      |                                                    | Isaac Schneider Márcio Simões                     | Sherwood Ball Kerry Katz                         |
| Menino Cadáver                             |                                                      |                                                    | Eduardo Drummond                                  | Debi Durst                                       |

|                     | MEGASSOM (VHS)                   | DOUBLESOUND (SBT, TV paga, DVD, Blu-ray 2D) | DELART (Blu-ray 3D, Netflix) |
| ------------------- | -------------------------------- | ------------------------------------------- | ---------------------------- |
| Direção de Dublagem | Nelson Machado                   | Marlene Costa                               | Guilherme Briggs             |
| Tradução            | ??                               | Pavlos Euthymiou                            | Pavlos Euthymiou             |
| Direção Musical     | Nelson Machado Hélio Santisteban | Marcelo Coutinho                            | Félix Ferrá                  |
| Adaptação Musical   | Nelson Machado Orlando Viggiani  | Pavlos Euthymiou                            | Félix Ferrá Pavlos Euthymiou |

[carece de fontes?]

## Prêmios e indicações
Oscar 1994 (EUA)
- Indicado na categoria de melhores efeitos especiais. O vencedor foi Jurassic Park.

Prêmio Saturno 1994 (Academy of Science Fiction, Fantasy & Horror Films, EUA)
- Venceu nas categorias de melhor filme de fantasia e melhor música.
- Indicado nas categorias de melhor diretor e melhores efeitos especiais.

Globo de Ouro 1994 (EUA)
- Indicado na categoria de melhor trilha sonora original - cinema.[carece de fontes?]